# Дивный новый мир (альбом)
«Дивный новый мир» — четвёртый студийный альбом московской рок-группы Louna, выпущенный 9 декабря 2016 года на лейбле Союз.

## История создания
О работе над альбомом группа объявила в апреле 2016 года. В преддверии альбома был выпущен макси-сингл «18+», в него вошли три совершенно новые, ранее не издававшиеся песни — «Сердца из стали», «Те, кто в танке» и «Суперхит». К записи самой пластинки группа приступила летом. 26 июля 2016 года на сайте Planeta.ru стартовала краудфандинг-акция по сбору средств на выпуск материала. Несмотря на то, что изначально альбом должен был выйти осенью, релиз состоялся в декабре.
За два дня до выхода альбома группа выпустила клип на песню «Обычный человек», которая впоследствии вошла в альбом. В начале 2017 года альбом поступил в продажу на виниловых пластинках. 3 марта 2017 года Louna с презентацией «Дивного нового мира» отправилась в тур по России. 18 марта 2017 года состоялась презентация альбома в программе Михаила Марголиса «Воздух» на «Нашем радио».
Названием альбома является отсылка к роману-антиутопии Олдоса Хаксли «О дивный новый мир».

## Список композиций
| №   | Название                          | Длительность |
| --- | --------------------------------- | ------------ |
| 1.  | «Громче и злей!»                  | 4:36         |
| 2.  | «Весна» (feat. Владимир Котляров) | 4:32         |
| 3.  | «Пропаганда»                      | 4:54         |
| 4.  | «За гранью»                       | 3:53         |
| 5.  | «Родина»                          | 3:37         |
| 6.  | «Сердца из стали»                 | 5:05         |
| 7.  | «Больше ада»                      | 4:41         |
| 8.  | «Обычный человек»                 | 4:48         |
| 9.  | «Суперхит»                        | 4:27         |
| 10. | «Тонкая красная нить»             | 3:53         |
| 11. | «Те, кто в танке»                 | 5:42         |
| 12. | «Дивный новый мир»                | 5:05         |

## Участники записи
Louna
- Лусинэ «Лу» Геворкян — вокал, клавишные.
- Виталий «Вит» Демиденко — бас-гитара.
- Рубен «Ру» Казарьян — гитара.
- Сергей «Серж» Понкратьев — гитара.
- Леонид «Пилот» Кинзбурский — ударные.

Над релизом работали
- Владимир Котляров — вокал (№ 2).

## Рецензии
Альбом был положительно оценён музыкальным критиком Алексеем Мажаевым. В своей рецензии он отметил:

«Вполне вероятно, что почитателей у Louna после „Дивного нового мира“ станет больше. Работая в столь далёком от мейнстрима жанре, как альтернативный рок, группа умудряется демонстрировать внятность мысли и мелодичность, добиваясь желаемой позитивной реакции от достаточно широкой аудитории. Альбом бодрит, заставляет задуматься и почти никого не отталкивает — чего и желать ещё?».

«Дивный новый мир» попал в список «10 примечательных альбомов, вышедших под конец 2016 года» по версии сайта Colta.ru:

«Louna образца нового альбома больше склонна вспоминать о панковских и хардкоровых корнях исполняемой музыки, ну и вообще — играют и поют они предельно просто, но, кажется, от чистого сердца; в пакет начинающего металлиста, адресованный 13-летнему младшему родственнику любого пола и объясняющий, как работает эта музыка, альбом „Дивный новый мир“ вполне можно вложить в качестве предельно простого и понятного пропуска в жанр».
— Сергей Мезенов, Colta.ru.